# 卢肯巴赫
卢肯巴赫是德国莱茵兰-普法尔茨州的一个市镇。总面积3.61平方公里，总人口611人，其中男性303人，女性308人（2011年12月31日），人口密度169人/平方公里。